# Gnosjöandan

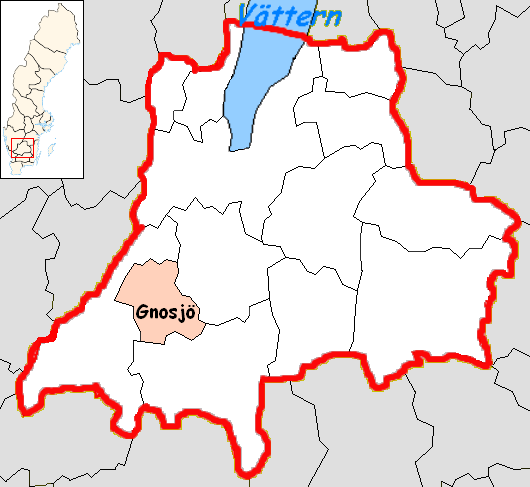
Gnosjö kommun

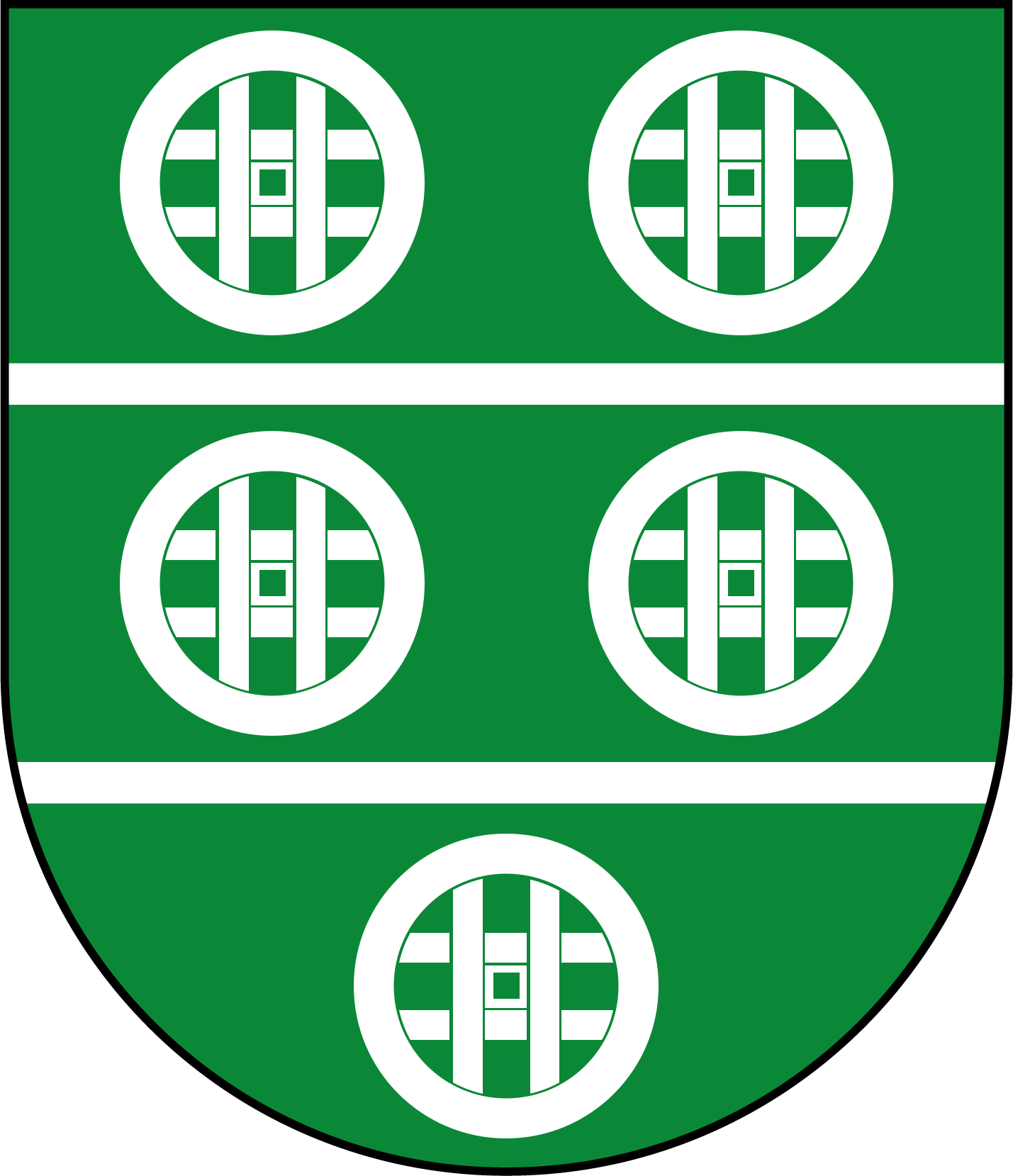
Gnosjö kommunvapen.

Begreppet gnosjöandan har formats utifrån den flit och företagsamhet som anses utmärka invånarna i området Gnosjö i västra Småland. I Gnosjöbygden sägs det råda en speciell anda av framgångsrikt företagande, allra främst i form av ett stort antal småföretagare, hög sysselsättning och ett aktivt civilsamhälle. Synonymer till begreppet gnosjöanda är driftighet, arbetsamhet, företagsamhet, handlingskraft, initiativkraft och framåtanda. Ordet myntades av Harry Sjöman, chefredaktör på Värnamo-tidningen, på 1920-talet. Gnosjöandan är sedan 1997 ett av Gnosjö kommun registrerat varumärke. Gnosjöanda har blivit ett välkänt begrepp, nationellt såväl som internationellt, då Gnosjö som ett välmående företagssamhälle bebott av hårt arbetande människor, har blivit ett ideal för ett gott företagsklimat. Företagens grogrund är just gnosjöandan som består av rika sociala nätverk, stor frikyrklighet samt starka fromhetsrörelser.

## Gnosjö
Gnosjö är centralort i Gnosjö kommun, i sydvästra Småland. Gnosjöregionen består utöver Gnosjö kommun av kommunerna Gislaved, Vaggeryd och Värnamo. Området benämns ofta med samlingsbenämningen GGVV och består av ovannämnda fyra små, glest befolkade kommuner. I Gnosjöområdet bodde år 2020 cirka 85 000 invånare och fanns cirka 1 500 industriföretag, vilket gör kommunerna till några av de industritätaste kommunerna per invånare i Sverige. Företagen är i regel små och medelstora, med i snitt fem till tjugo anställda. Historiskt har företagen bedrivit traditionell tillverkningsindustri i liten skala. Dessa småföretag präglas av grundarnas entreprenörsanda och driftighet.

## Historisk bakgrund
Djupt i de småländska skogarna, långt från de svenska storstadsområdena, finns detta mecka för företagsamhet sedan flera sekel tillbaka i tiden.

### Den ursprungliga företagsamheten i Gnosjöbygden
Gnosjöandans ursprung kan finnas redan under 1600-talet, under Sveriges stormaktstid, i och med den krigsindustrin som byggdes upp för att förse den krigande svenska armen med vapen och krigsmateriel. På grund av Gnosjöområdets karga och obördiga jordbruksmark sökte sig socknens söner till gevärsfaktorier, som producerade bland annat värjor, spjut och bajonetter, för arbete. De första arbetarna i till exempel Gevärsfaktoriet i Huskvarna var från Gnosjö. Männen återvände till Gnosjö med förmågan att bearbeta järn och etablerade sig i Gnosjöområdet som smeder och tråddragare. De så kallade faktoristerna började utveckla smidandet och tänjde ut järnet i kallt tillstånd till fina dimensioner, vilket resulterade i ståltrådsdragningen. Ståldragningens energiförsörjning var inledningsvis människo- eller hästkraft. Många av dessa småfaktorier som ägnade sig åt ståldragning blev underleverantörer till vapenfabrikerna. Detta gav upphov till en tradition av småskalig tillverkning som den främsta förvärvskällan i Gnosjö.
Stormaktstiden kom så småningom till ett slut vilket ledde till avvecklingen av krigsindustrin i landet, men industrierna i Gnosjöområdet anpassade sig till samhällsutvecklingen och började producera andra allmännyttiga varor. Tillsammans byggde företagarna i Gnosjöbygden upp en varierad industri med tyngdpunkt på metallprodukter och relativt osofistikerade bruksvaror. Det relativt enhetliga produktsortimentet av varor bestod av nyttoprodukter som kan produceras av metalltråd, till exempel: hyskor, hakar, säkerhetsnålar, spik, oxmått, kravattnålar, metallduk, nät, hårnålar, stickor, virknålar, viskor, galgkrokar och så vidare. Som exemplen visar har varorna det gemensamt att de är nödvändiga och simpla dagligvaror. Denna småskaliga produktion gav Gnosjöbygden god försörjning i en tidigare mager och fattig del av Sverige.

### Industrialiseringen

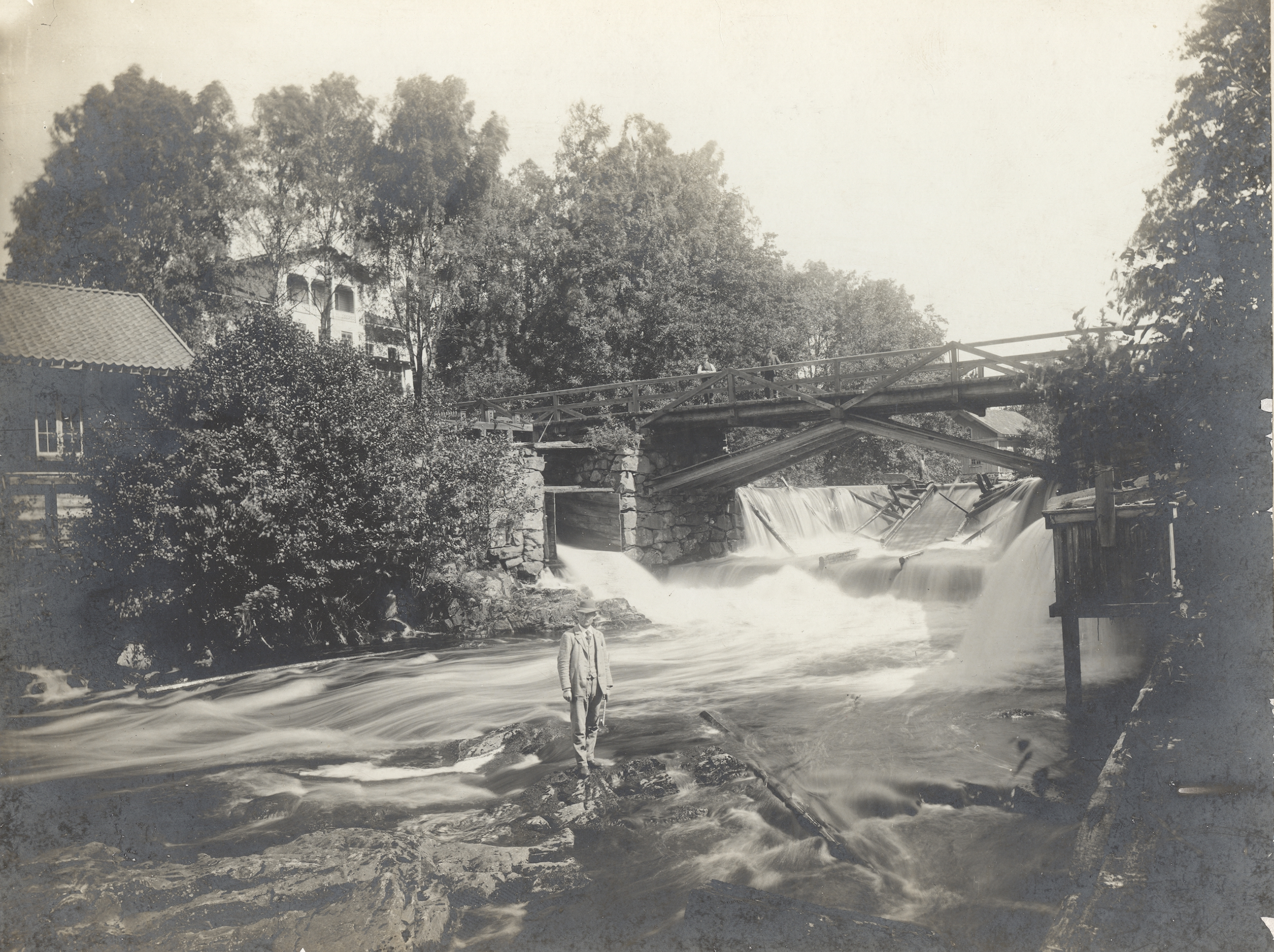
Nissafors bruk, ett av de vattendrivna metallbruken.

Industrialiseringen innebar stor förändring i Gnosjö. På hundra år fördubblades folkmängden i de fem socknarna: Gnosjö, Kulltorp, Källeryd, Kävsjö och Åsenhöga, i mitten av 1700-talet bodde drygt 2000 personer Gnosjöområdet och i mitten av 1800-talet hade antalet ökat till 4400 människor. Befolkningsökningen berodde mycket av de tre vattendrivna järnbruken som uppkom i Gnosjöområdet under 1700- och 1800-talen: Nissafors bruk år 1725, Marieholms bruk år 1836 och Häryds bruk år 1864. Mot slutet av 1700-talet hade man funnit att det med stor framgång gick att använda vatten som drivkraft för metallbearbetning. Därför anlade man längs de många bäckarna i Gnosjö socken metalltråddragerier och andra bruk.

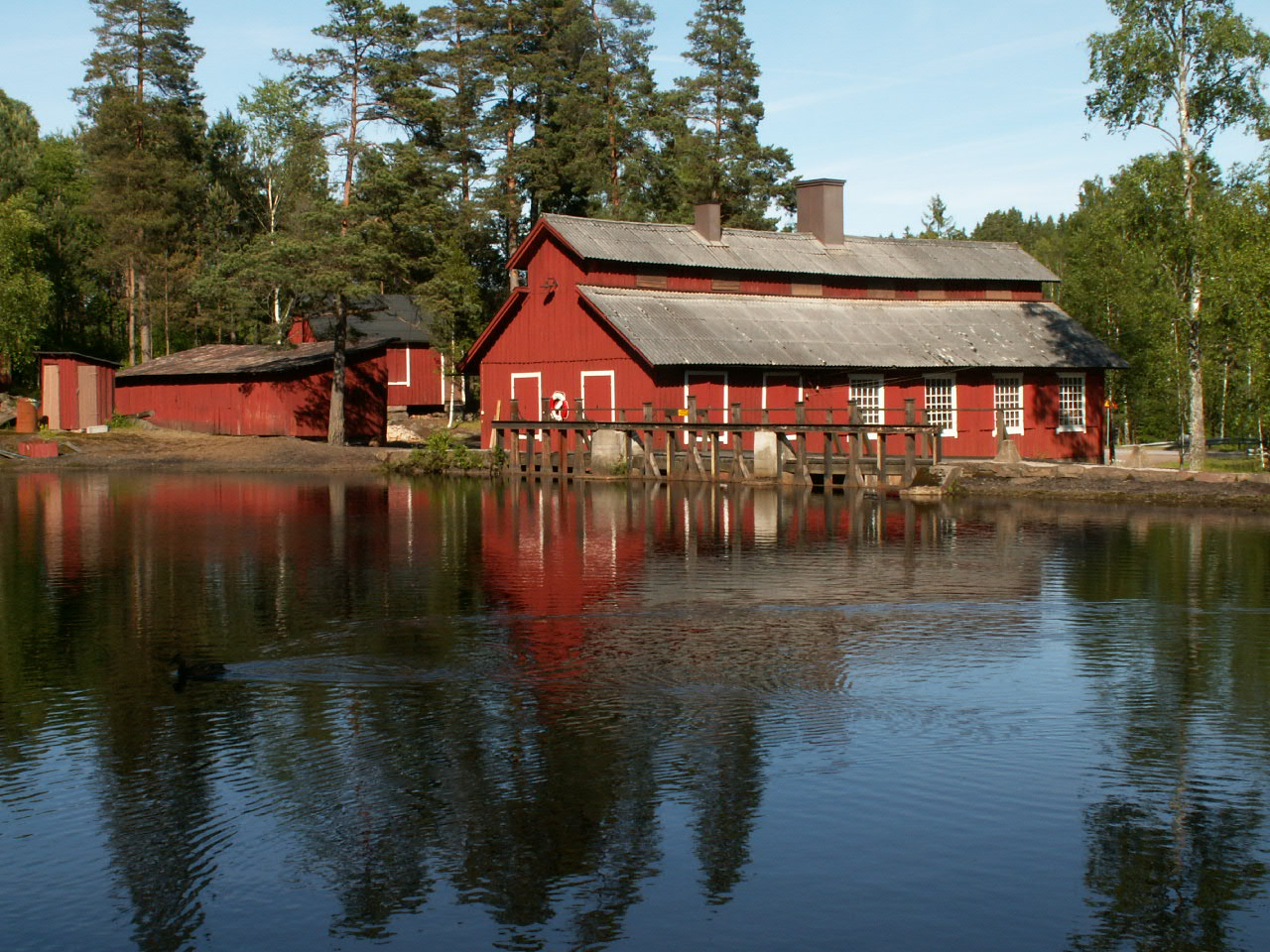
Gjuteriet vid Hylténs industrimuseum.

Vid denna historiska tidpunkt skedde övergången från hemarbete och hantverk till industriproduktion. Produktionen i Gnosjö-Anderstorp-området utbyttes under 1800-talet mot produktion i faktiskt etablerade företag, som stadigt växte i antal från och med 1860-talet. Detta markeras och exemplifieras väl av Hylténs Metallvarufabrik som grundades år 1874 av Johan Edvard Hyltén i Gnosjö och producerade bland annat seldonsbeslag, börsar och fotogenlampor. Verksamheten expanderade och 1898 uppförde Hyltén en för sin tid modern och betydande manufaktur vid sjön Hären. Vid Stockholmsutställningen år 1897 belönades Hylténs högkvalitativa produktion med en brons- och en silvermedalj. Efter att fabriken lades ner år 1974 har fabriken omvandlats till ett museum: Hylténs Industrimuseum.Museet beskrivs vara den enda intakt bevarande metallfabriken i Sverige från industrialismens barndom.

Vid den stora allmänna konst- och industriutställningen i Stockholm år 1897 tilldelades tolv företag verksamma i Gnosjöområdet kommun en monter där metallslöjden utställdes under överskriften "Gnosjös Kollektiva Hemslöjd". I Malmötidningen den 21 maj 1897 står följande angående utställningsmontern: 

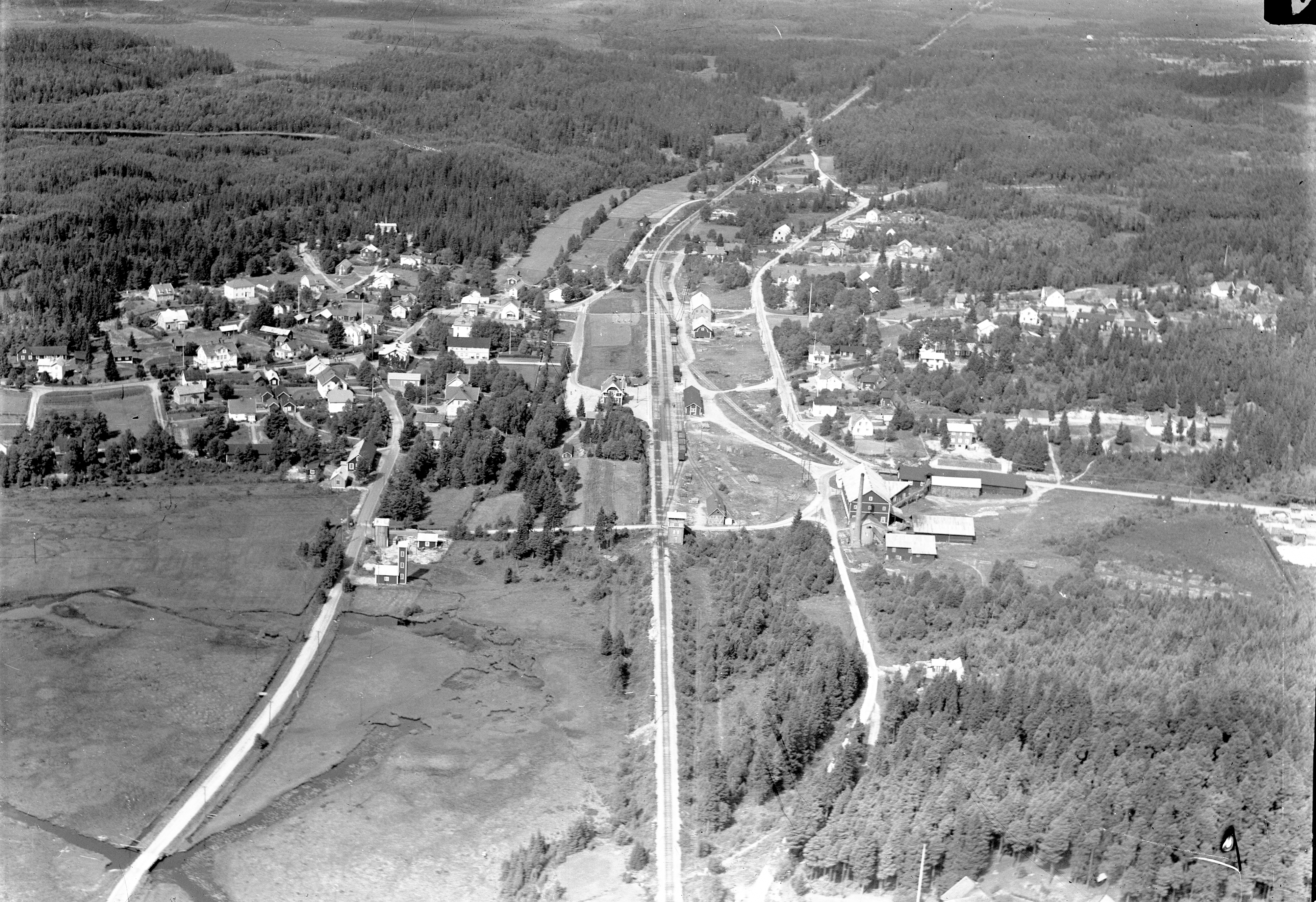
Järnvägen Borås-Alvesta som passerar Gnosjö.

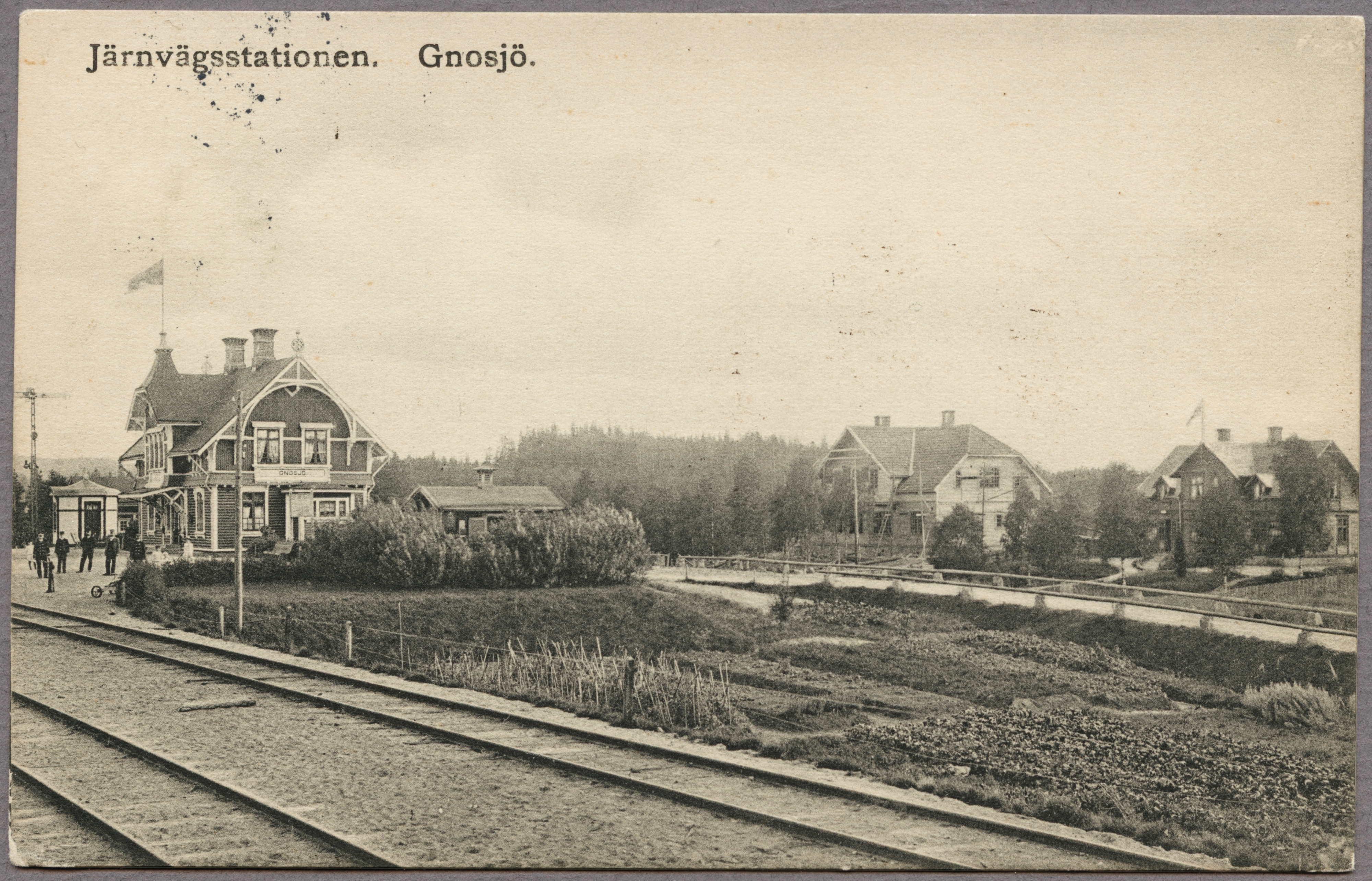
Stationen som blev hjärtat i stationssamhället.

Gnosjömontern fick i går eftermiddag vid 4-tiden storfrämmande då konungen (Oscar II), ...uttryckte sin stora tillfredsställelse med den vackra provkartan på denna slöjd och beteende särskilt huru lyckligt det vore för en så mager bygd, en av de kargaste i hela landet, att ha genom allmogens egen driftighet och tilltagsenhet funnit ett nytt och lönande och på samma gång ganska enastående förvärv.

### Järnvägens revolutionerande effekt
År 1902 öppnade järnvägen mellan Borås och Alvesta, varpå en järnvägsstation byggdes i Gnosjö, samt i Nissafors och Hillerstorp. Stadskärnan i Gnosjö flyttades från det tidigare kyrkocentrumet till järnvägsstationen och skapade det nya stationssamhället. Järnvägen nådde Gnosjö sent i jämförelse med övriga Sverige. När den väl stod klar hade den en revolutionerande effekt på området, eftersom bygdens långvariga relativa isolering bröts. F.J. Engström beskriver i Gnosjöborna: Deras hemslöjd, seder och levnadssätt, skrock och vidskepelse (1912) den stora positiva effekten järnvägen givit Gnosjö: 
Gnosjö idoga befolkning har förutom alla andra svårigheter varit besvärad av långa, backiga och ytterst dåliga vägar vid transporten av sina förnödenheter och industrialster. Denna svårigheter har för några år sedan slutligen blivit öppnade, och det förut så avlägset liggande Gnosjö har genom denna järnvägs anläggande kommit i direkt beröring med den övriga världen.

### Gnosjö under den stora svenska emigrationen till Nordamerika
Under samma tidsepok som industrialismen introducerades till norra Europa och därmed Sverige, skedde även den stora svenska emigrationen till Nordamerika. Under tidsperioden 1851–1910 emigrerade nästan en miljon svenskar från den främst den svenska landsbygden till Amerika. Åtskilliga från Gnosjöområdet emigrerade även till Nordamerika, men i mindre omfattning än på andra håll i Småland. Torsten Nothin hävdar i Finnvedens ansikte (1958) att "Emigranternas och småindustrins pionjärer är samma andas barn. Skillnaden vara bara den att emigranterna flydde till ett nytt land, som syntes dem mera löftesrikt medan småindustrins folk envetet beslutade sig för att omskapa det gamla landet." Nothin fortsätter att skriva att traktens jordbruk ensamt troligtvis inte hade varit tillräckligt för att bygdens befolkning skulle stanna kvar, utan småföretagandet och de framväxande industrierna var av avsevärd betydelse.

### Industrins framväxt

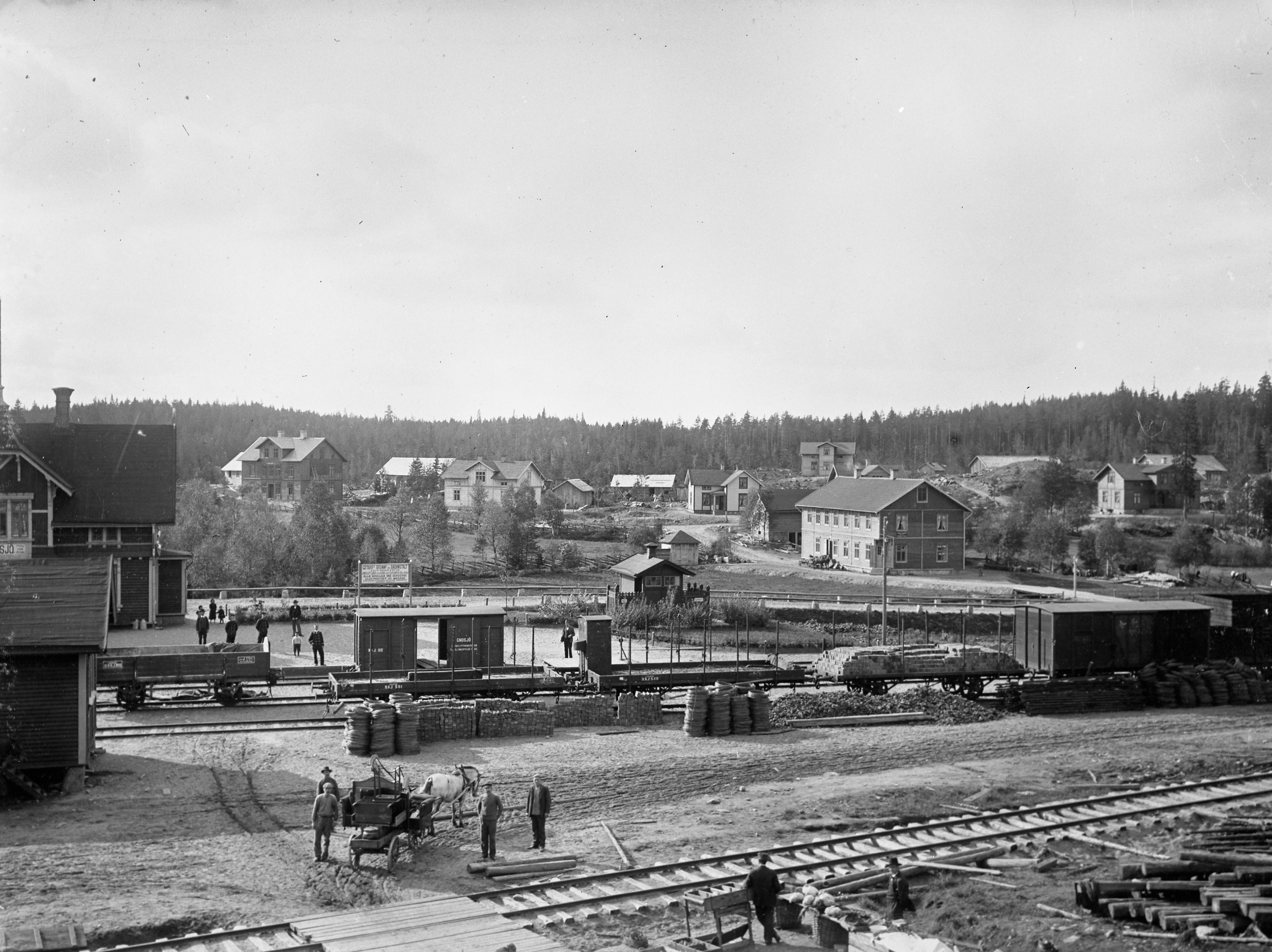
Stationsområdet i Gnosjö år 1920.

Vid sekelskiftet 1900 minskade den tidigare viktiga vattenkraftens betydelse. Motorerna i de första fabrikerna i och omkring Gnosjö drevs fram till första världskriget med främst fotogen. När kriget bröt ut blev fotogen en bristvara, vilket skapade en ökad efterfrågan av elektricitet i Gnosjöområdet. Därför köpte Gnosjö Gälbjuteri, grundat år 1906 av sex arbetare, under första världskriget ett vattenfall och byggde kraftstationen Mofors. År 1918 förvärvade H.A. Granstrand Marieström där han byggde kraftstationen Tollstorp. Från kraftstationerna drogs elledningar till Metallbolaget och till några Gnosjöbors hem som försågs med elektriskt ljus. Tillgången var småskalig ända fram till år 1925 då Trollhätte Kraftverks högspänningsledningar sträcktes till Gnosjö och eltillgången ökade avsevärt.

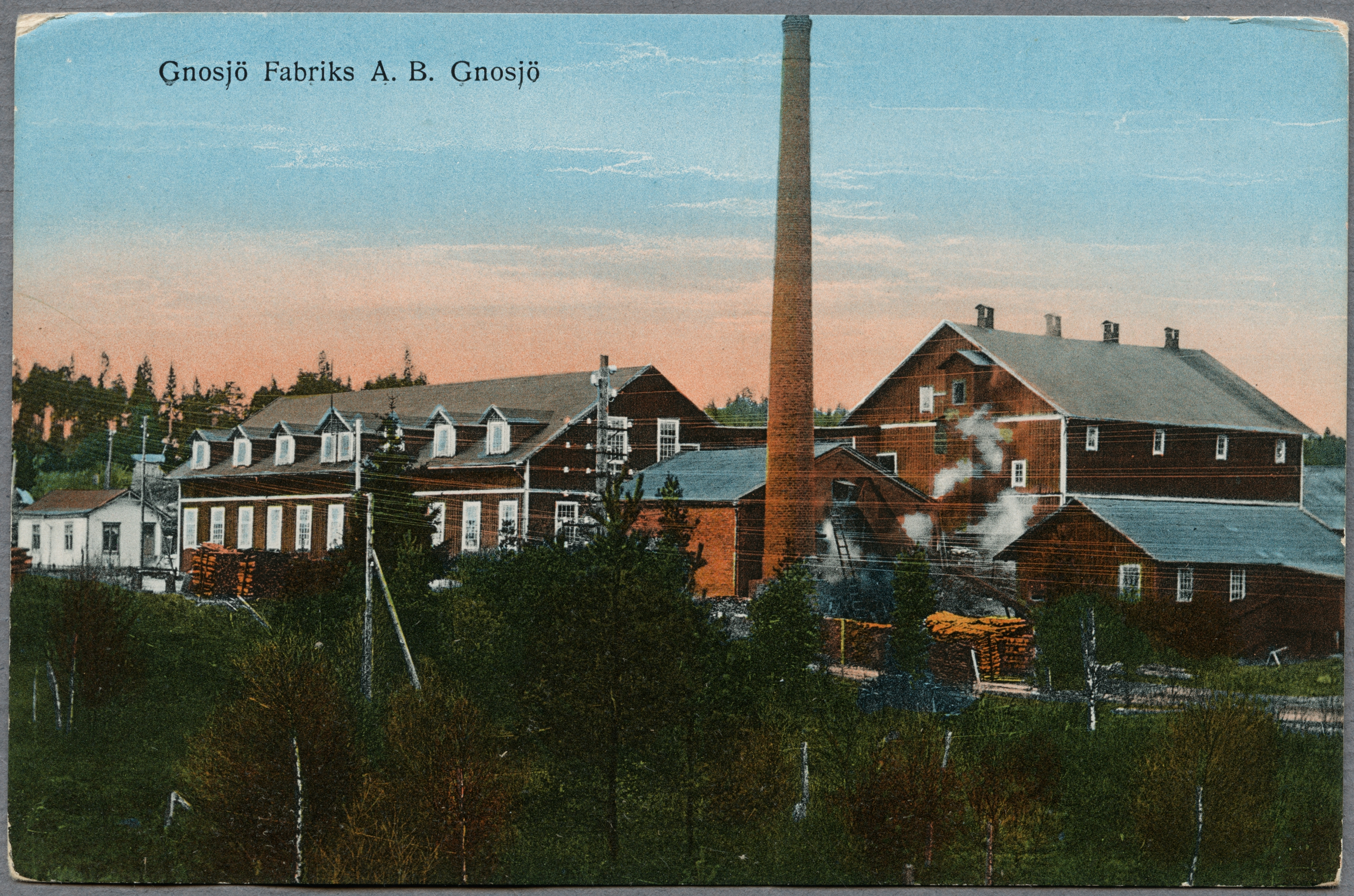
En av fabrikerna i Gnosjö, år 1920.

Antalet företag i Gnosjöbygden växte stadigt under den första hälften av 1900-talet. Företagandet började utvecklas på 1910-talet och fortsatte i allt ökande frekvens på 1920- och 1930-talen. År 1927 fanns ett 40-tal registrerade industrier i Gnosjö socken, Nissafors och Åsenhöga hade vardera 5, Kulltorp 13 och Hillerstorp 8. Författarinnan av Vem gör vad... i Gnosjö storkommun, Gottfrid Mortens, hävdar däremot att det faktiska antalet företag var högre, då inte samtliga företag var registrerade. På 1930-talet var fyrtiotalet tillverkande företag i Gnosjöbygden ungefär motsvarande antalet företag i omnejden.

### Företagsamhet under mellankrigstiden och andra världskriget
Decennierna kring 1900-talets mitt innebar ett industriellt genombrott i Gnosjöbygden. Därtill bidrog förbättrade kommunikationer samt tillgång till elektrisk kraft och elektriskt ljus. Järn- och metallbearbetningsindustrin dominerade fortsatt och en mängd olika varor tillverkades, som sågade och hyvlade produkter, till exempel: möbler, byggnadsinredningar, trämassa, tjära, bobiner, korgmakeriprodukter, stickade ylle- och bomullsvaror, spik, tröskverk och hackelsemaskiner, gjutna metallartiklar, penselskaft, draperihållare, metallduk, strängselduk, rullgardinskäppar, siktar, solar, klädhängare, möbelbeslag, draghandtag, fönstervred, skostift, innanfönsterskrivar, trappstänger, järn- och träbearbetningsmaskiner, specialverktyg för trä- och metallbearbetning och märlor och så vidare. En våg av entreprenörskap svepte över Gnosjöområdet och allt fler vågade bli egenföretagare. År 1930 livnärde sig 57 procent av befolkningen i Gnosjö på hantverk och industri, och endast 33,7 procent på jordbruk.
Enligt Malcolm Johansson som författat Gnosjö i gången tid var följande industriföretag verksamma i just Gnosjö stationssamhälle år 1930 :
!Industriföretag verksamma i Gnosjö år 1930
- Bobinfabriken
- Marieströms Spikfabrik
- Bergviks Spik- och Trådfabrik
- Arthur Petterssons Sågverk
- O. Sundens Kvarn
- Portföljfabriken
- Hallabo Metallgjuteri
- Gnosjö Gälbgjuteri
- Holmgrens Metallfabrik
- Finfal Anderssons Träförädlingsfabrik
- Am. Petterssons Metallgjuteri
- Gnosjö Bleck- och Plåtslageri
- Bergvalla Metallfabrik
- Nils Anderssons metallgjuteri
- G.F. Larssons Mek. Verkstad
- Svennsons Portföljfabrik
- Metallbolaget Granstrand & Co.
- J. Engbergs Metallfabrik
- Skogslunds fabrik
- I. Zetterbergs Tråddrageri
- P.M. Samuelssons Börsfabrik
- Leander Carlssons Reparationsverkstad
- Simon Svenssons Träförädlingsfabrik
- Gunnar Johannssons Mek. Verkstad
- Gnosjö Mek. Verkstad
- Stenkumla Spikfabrik
- Erland Nilssons Smidesverkstad

Industriföretagandet hade utvecklats markant under några få decennier. Utvecklingen avstannade något under den stora ekonomiska depressionen i början av 1930-talet och återigen i början av 1940-talet, men 1943, mitt under det brinnande andra världskriget, steg kurvan för nyföretagande åter brant. Andra världskriget blev av stor betydelse för nyföretagandet i Gnosjöområdet, då efterfrågan på de varor som Gnosjö kunde tillhandahålla var obegränsad. Under ett enda år, 1945, tillkom inte mindre än tjugo nya företag i Gnosjöområdet. Företag startades inte enbart i stationssamhället Gnosjö utan även i kringliggande tätortsbildningar, främst i Hillerstorp men även i Kulltorp, Åsenhöga, Nissafors och Marieholm. Från sekelskiftet 1900 fram till 1953 hade 109 företag startats i Gnosjö, 33 i Hillerstorp, 31 i Kulltorp, 13 i Åsenhöga, 8 i Nissafors och 4 i Marieholm.

### Nittonhundratalets andra hälft
Under efterkrigstiden fortsatte antalet nyetablerade företag att öka i såväl Gnosjö som den kringliggande bygden. Företagsamhetsutvecklingen accelererade i snabbare takt då nya material introducerades, i synnerhet plasten var av stor betydelse. Gnosjö och de omkringliggande byarna blev allt mer livskraftiga och folkmängden ökade, då människor sökte sig till området i hopp om anställning hos någon av de många företagarna.
Att industrin bestod av små och medelstora företag var ovanligt nationellt sett. Under 1970-talet blåste storskalighetens vindar och den svenska företagsamheten bedrevs i stora industrienheter och många företag genomgick sammanslagningar. Gnosjös företagsplanering låg inte riktigt i tiden men trots allt frodades industrin. Antalet industriföretag i Gnosjö var vid mitten av 1970-talet cirka trehundra. Denna avsevärda industri var utanför ramarna för den regionala utveckling i Småland såväl som på den övriga svenska landsbygden. Detta innebar att landets blickar vändes mot Gnosjö under 1970-talets lågkonjunktur, då högkonjunkturen som varat under efterkrigstiden började avta och de svenska basindustrierna började svikta. I Gnosjöområdet gick industrihjulen fortsatt på högvarv och arbetslösheten var bland de lägsta i Sverige.
Under 1980-talet fick området uppmärksamhet och intresse nationellt såväl som internationellt. Gnosjöområdet fick delta i framtidsforskningsprojekt och delegationer kom från när och fjärran för att studera den blommande industrin. I slutet av 1990-talet hade Gnosjöområdet den högsta ekonomiska tillväxten i landet såväl som en hög sysselsättningsgrad. Detta till trots att Sverige under 1990-talet upplevde en kraftig ekonomisk nedgång och förlorade en stor andel tillverkningsjobb till utländska konkurrenter.

## Därför lyckas Gnosjö
Djupt i de småländska skogarna har entreprenörskapet, innovationen och det hårda arbetet i Gnosjö historiskt varit såpass anmärkningsvärt att bygden blivit ett nationellt erkänt och beundrat företagssamhälle. Begreppet gnosjöanda är ett obestridligt bevis på detta. Författare i ämnet och intervjuade Gnosjöbor lyfter fram ett antal faktorer som lagt grunden för framgången:

### En oväntad framgångssaga
Gnosjös framgångar blir ännu mer beundransvärda vid insikten att Gnosjö saknar många av de gynnsamma faktorer som vanligtvis är grogrunden för regional tillväxt, framgångsrikt företagande och ekonomisk framgång i stort. Trots sin omfattande småindustri delar Gnosjöområdet få likheter med klassiska industriområden, som i regel är stora och ligger i anslutning till större städer. Inte heller har området karaktäriserats av traditionella tillväxtfaktorer som en stor tjänstesektor, högutbildad arbetskraft och en rik ekonomisk bakgrund. I det stora hela har Gnosjöområdet varit tvärtemot den typiska tillväxtbilden och är därmed en unik framgångssaga. Flera författare i ämnet har förklarat bygdens unika industrisysselsättning, låga arbetslöshet och höga arbetsmoral med just gnosjöandan. Erland Kold, citerad i Därför lyckas Gnosjö - Bygden som har blivit ett begrepp av Ola Gummesson (1997) förklarar "Gnosjö är enastående. Andan kan vara svår att definiera men den bygger på ett samspel mellan olika faktorer, mellan företagare och anställda i nätverk och i församlingar. Gnosjöandan är ingalunda död. Den lever i bästa välmåga och utvecklas ständigt."

### Företagsamhet i liten skala
Gnosjöområdet har utmärkt sig med en traditionell tillverkningsindustri med en hög täthet av små och medelstora företag. Bygdens invånare grundade med stor entreprenörskap och arbetsamhet egna företag för att förbättra sin livssituation och öka den personliga friheten. Birgitta Wendeberg beskriver i Gnosjöandan - myt eller verklighet (1982) "Här fanns plats för den lille mannen att ta ett steg framåt, trots att han hade så kallad dålig bakgrund. Här räckte det med initiativ, gåpåaranda, arbete, uthållighet". Grundandet av ett eget småföretag var i regel det bästa framtidsalternativet i Gnosjö, då vidare studier ofta var bortom räckhåll på grund av kostnaden och möjligheterna till karriär inom andra företag var begränsad. Männen som startade företagen gjorde i regel det under knappa förhållanden: på den egna gården med ett knappt startkapital tillsammans med arbetskamrater eller släktingar. Det som däremot sällan saknades var arbetsvilja och Ola Gummesson menar att "Mycket ofta stod företagaren under dagtid på fabriksgolvet tillsammans med sina anställda. På kvällarna skötte han bokföringen". Gnosjöbygden har under merparten av nittonhundratalet varit i toppen när det gäller flest företag per invånare. Avsaknaden av storindustrier och storskaliga företag i bygden skapade ett gott klimat för små och medelstora företag. Inget företag kunde dominera marknaden och utkonkurrera mindre företag. Dessa småföretag gav låg sjukfrånvaro, hög sysselsättningsgrad och god arbetsmarknadsintegration.

### God konkurrens i samspel med samarbetsvilja
De många småföretagen i bygden med begränsad folkmängd har skapat ett företagsklimat av god konkurrens i balans med samarbetsvilja och hjälpsamhet. Då majoriteten av företagen i Gnosjö historiskt varit inom produktionssektor och likartade produkter, bruksvaror i metall, var sund konkurrens oundviklig. Företagskonkurrens av den karaktären skapar produktoptimering, innovation och prisutveckling. Dessutom innebär en mans framgångsrika företag att hans nästa sporras och inspireras till att även han grunda ett företag. Vid sidan av denna konkurrens fanns i Gnosjöbygden även en god samarbetsvilja. I synnerhet på grund av att mängden och tätheten av småföretag innebar att många företag låg tätt intill varandra och att ägarna var bekanta med varandra. Gnosjö var en liten bygd med en sammansvetsad befolkning som utgjorde ett aktivt civilsamhälle. De intervjuade Gnosjöborna i Wendebergs Gnosjöandan - myt eller verklighet (1982) om att hjälpsamhet var en självklarhet bland bygdens företag, i form av arbetsinsatser såväl som utlånandet av verktyg. Dessutom försäkrar Birgitta Wendeberg att illvilja aldrig tilläts, utan företagarna såg på varandra som "jämlika förebilder och goda exempel". Detta samspel av hjälpsamhet och sporrande konkurrens mellan företagen som grundades i gnosjöbornas personliga och affärsrelationer skapade ett gott småföretagsklimat.

### Civilsamhälle, frikyrklighet och fromhetsrörelser
Gnosjöområdets invånare har historiskt sett ofta varit del av områdets aktiva civilsamhälle och ingått i många informella nätverk. Nätverken mellan människorna utvecklas som arbetsrelationer såväl som i ett rikt antal organisationer och föreningar. Under nittonhundratalet samlades många människor i föreningar, som Gnosjöindustriförening och Allmänna Idrottsföreningen i Vaggeryd. Till andra lokala arenor hör golf- och tennisklubbar, hembygdsföreningar och Rotary. I Gnosjö har det sedan mer än ett sekel funnits en stark idrottsrörelse. I litteratur om Gnosjöandan menar gnosjöbor att föreningarna bidrar till att värna om lokalsamhällets identitet och förmedlar kontakter gnosjöbor emellan. Vidare menar invånarna att Gnosjö genom tiderna varit ett jämlikt samhälle utan större klasskillnader; "Såväl hemmansägaren som torparen och backstugesittaren drog ju på sin tid tråd. Och när industrialismen bröt fram jobbade fabrikören på verkstadsgolvet sida vid sida med sina anställda. Mycket till societet lär Gnosjöbygden aldrig ha skådat.” skriver Ola Gummesson i Därför lyckas Gnosjö - Bygden som har blivit ett begrepp (1997).
Gnosjöborna utgör övergripande en homogen grupp som historiskt i stort sett delat religiös tro, traditioner, värderingar och kultur. Många författare i ämnet lyfter fram den protestantiska etiken som speglas i det stora antalet frikyrkorna i Gnosjöområdet. Frikyrkosamfunden, där en majoritet av traktens invånare historiskt varit medlemmar, har haft stor betydelse dels som kontaktforum men allra främst format gnosjöbornas livssyn och moral. Frikyrkligheten gav dess anhängare en arbetsmoralisk livsfilosofi som grundades i tron på vikten av ett hårt och gediget arbete för individens självförverkligande och upplevda plikter. Bland frikyrkosamfunden har väckelserörelsen allra främst varit närvarande i Gnosjöområdet. Väckelserörelsen kom tidigt till Jönköpings län och anlände till Gnosjö med Arvid Zackarisson som bosatte sig i Gnosjö på 1820-talet. Zackrissons förkunnelse gjorde ett starkt intryck på Gnosjös invånare och många anslöt sig till hans tro. Senare tog fromhetsrörelser en alltmer central plats i Gnosjösamhället och blev kittet i gnosjöandan. En stark nykterhetsrörelse byggde vidare på den värdegrund som den frikyrkliga väckelserörelsen skapat hos gnosjöborna.

### Kommunalpolitiska förutsättningar
Gnosjöborna sägs dela en misstro mot överheten och tron på behovet att själv ta ansvar för sitt eget liv. Detta har speglats i en önskan om begränsad statlig och övrig främmande inblandning i Gnosjös lokala angelägenheter. Majoriteten av Gnosjöborna har sedan flera decennier tillbaka röstat på partier på den högra delen av den politiska skalan, på nationell, landstings- och kommunnivå. Den rådande politiken har sedan länge varit decentraliserad i så stor mån som möjligt.
I Nationalencyklopedins beskrivning av gnosjöandan står "Egenföretagandet är där en livsform som dominerar samhället, vilket bland annat innebär att kommunförvaltning, banker och fackföreningar rättar sitt arbetssätt efter företagens". Allra främst var motståndet till fackföreningar länge betydande. Först år 1926 bildades en avdelning inom Järn- och Metallarbetarförbundet i Gnosjö. Motståndet var ihållande och en bra bit in på 1900-talet straffades fackföreningsmän för sitt engagemang i fackförbund, genom att avskedas alternativt tilldelas sämre arbeten. I Hylténs produkter i 100 år (1990) berättar Arne Karlsson ett exempel av företagarnas fackliga motstånd. När den första avdelningen inom Metallindustriarbetareförbundet etablerades i Gnosjö gick endast 3 av 22 anställda i Hylténs Metallvarufabrik med och de tre arbetarna avskedades omgående. Arbetsplatsen förklarades i blockad tills en av dem återanställdes. På 1930-talet gick Gnosjöföretagen med i arbetsgivarorganisationerna och samförståndet med facket ökade. Arbetarna på de Gnosjö-baserade företagen har i alltid beskrivits som högst lojala till sina företag.